# 59 Andromedae
59 Andromedae este o stea din constelația Andromeda.